# Портиџ (Мичиген)
Портиџ (Мичиген) (енгл. Portage) град је у америчкој савезној држави Мичиген. По попису становништва из 2010. у њему је живело 46.292 становника.

## Демографија
Према попису становништва из 2010. у граду је живело 46.292 становника, што је 1.395 (3,1%) становника више него 2000. године.
| Група             | 2000.          | 2010.          |
| Белци             | 40.220 (89,6%) | 39.427 (85,2%) |
| Афроамериканци    | 1.676 (3,7%)   | 2.252 (4,9%)   |
| Азијати           | 1.187 (2,6%)   | 1.763 (3,8%)   |
| Хиспаноамериканци | 868 (1,9%)     | 1.413 (3,1%)   |
| Укупно            | 44.897         | 46.292         |